# مقاطعة سبينك (داكوتا الجنوبية)
سبينك (بالإنجليزية: Spink)‏ هي إحدى مقاطعات ولاية داكوتا الجنوبية في الولايات المتحدة الأمريكية.